# L'Année du daim

L'Année du daim est un film d'animation réalisé en 1995 par le réalisateur suisse Georges Schwizgebel. L'histoire est librement inspirée d'une fable du chinois Liu Zongyuan.

## Synopsis
Un homme tente de domestiquer un daim capturé dans la forêt. Pour cela, il doit, non sans mal, faire cohabiter la bête avec son chien. Au bout d'une année, alors que le daim est devenu le compagnon de jeu du chien, il s'aventure hors du jardin de l'homme et rencontre trois chiens sauvages. Mis en confiance, il s'approche d'eux, ils le dévorent.

## Fiche technique
- Titre : L'année du daim
- Producteur et réalisateur : Georges Schwizgebel
- Musique : Philippe Koller
- Durée : 5 min